# Stornoway (Québec)
Pour les articles homonymes, voir Stornoway.
Stornaoway est une municipalité dans la municipalité régionale de comté (MRC) Le Granit au Québec, (Canada), située dans la région administrative de l'Estrie. Ce village compte un peu moins de 600 habitants. Il est situé au croisement de deux routes provinciales importantes (la route 108 et la route 161). La municipalité est membre de la Fédération des Villages-relais du Québec.

## Histoire
Stornoway se nommait à l'origine Winslow Sud. Le village était la partie sud du canton de Winslow qui est divisé en deux par la rivière Felton. L'autre moitié du canton est aujourd'hui le village de Saint-Romain.
Le canton de Winslow a été colonisé par des Écossais qui ont baptisé le village Stornoway d'après Stornoway, la capitale de Lewis, une région de l'île de Lewis et Harris, la plus grande des Hébrides extérieures de l'Écosse.
La première famille canadienne-française à s'établir à Stornoway est la famille Legendre dont l'histoire est le sujet du livre L'âge du bois - Stornoway de Jean O'Neil.
Le 1er octobre 2009, la municipalité a été nommée « village-relais » par le Ministère des Transports du Québec. Cette appellation implique que la municipalité doit offrir des services comparables à ceux des grandes villes (commerces ouverts plus longtemps, installations sanitaires disponibles 24 h sur 24 h, endroit où coucher, etc.).

### Chronologie
- 1er janvier 1858 : Érection de la municipalité de Winslow Sud.
- 15 mars 1969 : La municipalité de Winslow Sud devient la municipalité de Winslow-Sud.
- 21 juillet 1973 : La municipalité de Winslow-Sud devient la municipalité de Stornoway.

## Géographie
Le crénon de la rivière Felton, la confluence des Blanche et Noire, est situé au sud-est de la municipalité. La rivière Legendre conflue avec la rivière Felton à l'est de la municipalité.

## Démographie
| 1996 | 2001 | 2006 | 2011 | 2016 | 2021 |
| ---- | ---- | ---- | ---- | ---- | ---- |
| 564  | 606  | 584  | 559  | 530  | 535  |

## Administration
- Circonscription fédérale : Mégantic-L'Érable
- Circonscription provinciale : Mégantic

Les élections municipales se font en bloc pour le maire et les six conseillers.
| Stornoway Maires depuis 2001                                                                                         |                    |         |          |
| Élection | Maire              | Qualité | Résultat |
| 2001 | Noël Grondin       |         | Voir     |
| 2005 | Pierre-André Gagné |         | Voir     |
| 2009 | Pierre-André Gagné | Voir    |          |
| 2013 | Pierre-André Gagné | Voir    |          |
| 2014 | Mario Lachance     |         | Voir     |
| 2017 | Mario Lachance     | Voir    |          |
| 2021 | Martine Brouard    |         | Voir     |
| Élection partielle en italique Depuis 2005, les élections sont simultanées dans toutes les municipalités québécoises |                    |         |          |

## Attraits touristiques et activités
- Le Parc récréotouristique de Stornoway, situé aux abords de la rivière Felton sur la route 161 Sud
- Le Parc national de Frontenac
- Le Centre équestre le Winslow Vallée, sur la route 161 Nord vers Stratford
- La route thématique "Route des Sommets" qui passe à Stornoway
- L'église catholique de Saint-Alphonse de Stornoway, bâtie en 1908 et qui surplombe le village
- Le moulin Legendre, construit en 1883 (au 495, route 161 Nord)
- 4 vieux cimetières écossais
  - Un situé sur la route 108 Ouest à la limite du village de Lingwick (Tolsta Cemetery)
  - Deux situés (presque face à face) sur la route 161 Sud près du village de Nantes (Sand Hill Cemetery et MacAuley Cemetery)
  - Un près du centre du village, face à l’église (Winslow Presbyterian Cemetery)

Tout près, à Saint-Romain, aux frontières des deux villages, il y a la ZEC de Saint-Romain où des sites de camping et des petits chalets sont disponibles pour la location.

## Événements
- Festival d'hiver des Loisirs en février
- Le marché public À la croisée des chemins
- Spectacles du Comité culturel de Stornoway, présentés à l'église